# Tura
Tura là một thành phố và khu đô thị của quận West Garo Hills thuộc bang Meghalaya, Ấn Độ.

## Địa lý
Tura có vị trí 25°31′B 90°13′Đ / 25,52°B 90,22°Đ Nó có độ cao trung bình là 349 mét (1145 feet).

## Nhân khẩu
Theo điều tra dân số năm 2001 của Ấn Độ, Tura có dân số 58.391 người. Phái nam chiếm 51% tổng số dân và phái nữ chiếm 49%. Tura có tỷ lệ 73% biết đọc biết viết, cao hơn tỷ lệ trung bình toàn quốc là 59,5%: tỷ lệ cho phái nam là 77%, và tỷ lệ cho phái nữ là 70%. Tại Tura, 14% dân số nhỏ hơn 6 tuổi.